# (7756) Scientia
(7756) Scientia ist ein Asteroid des äußeren Hauptgürtels, der am 27. März 1990 vom US-amerikanischen Astronomenpaar Carolyn Shoemaker und Eugene Shoemaker am Palomar-Observatorium (IAU-Code 675) auf dem Gipfel des Palomar Mountain etwa 80 Kilometer nordöstlich von San Diego entdeckt wurde.
Der Asteroid wurde am 24. Januar 2000 nach Scientia, dem lateinischen Begriff für Wissen benannt, der den Zweck der National Science Foundation beschreibt anlässlich des 50. Jahrestags der Organisation im Jahre 2000.